# Fatih Terim
Fatih Terim (ur. 4 września 1953 w Adanie) – turecki piłkarz, trener piłkarski. Od 2005 do 2009 był selekcjonerem reprezentacji Turcji. Wcześniej prowadził ją w latach 1993–1996, awansując z nią po raz pierwszy w historii do mistrzostw Europy w 1996. Na Euro 2008 doprowadził turecką drużynę narodową do półfinału. Jako szkoleniowiec Galatasaray SK zdobył cztery tytuły mistrza Turcji oraz – w 2000 – Puchar UEFA. W 2017 roku ponownie został trenerem Galatasaray SK.

## Kariera piłkarska
Urodził się w biednej rodzinie w Adanie. W wieku dwudziestu lat porzucił szkołę, aby profesjonalnie grać w piłkę. I mimo iż nigdy nie zdobył tytułu mistrza kraju, był cenionym środkowym obrońcą. Trzydzieści pięć razy wystąpił jako kapitan w narodowej reprezentacji.

## Sukcesy piłkarskie
- wicemistrzostwo Turcji 1978, Puchar Turcji 1975, 1981 i 1984 oraz finał Pucharu Turcji 1979 z Galatasaray

W lidze tureckiej rozegrał 473 mecze i strzelił 9 goli.
W reprezentacji Turcji w latach 1975–1984 rozegrał 51 meczów i zdobył 2 bramki.

## Kariera trenerska
Po zakończeniu udanej kariery piłkarskiej w 1987 rozpoczął pracę trenerską w MKE Ankaragücü. W 1990 został asystentem Seppa Piontka w reprezentacji i to spotkanie w dużej mierze ukształtowało jego osobowość trenerską. Poznał wówczas najnowszą myśl szkoleniową, którą Piontek przywiózł ze sobą ze Starego Kontynentu i którą próbował narzucić piłkarzom tureckim. Po trzech latach Niemiec zrezygnował i wyznaczył Terima na swojego następcę.
Młody (miał wówczas czterdzieści lat) szkoleniowiec postawił zdecydowanie na mniej doświadczonych piłkarzy. Już w swoim pierwszym podejściu drużyna Terima awansowała do wielkiego turnieju – Euro 1996. Na angielskich boiskach Turcy, których średnia wieku wynosiła 26 lat, razili nieskutecznością i brakiem pomysłu na organizację gry. Turcy przegrali wszystkie mecze, nie strzelając żadnej bramki. Mimo niepowodzenia, to właśnie Terimowi udało się odkryć to pokolenie piłkarzy, które na początku XXI wieku triumfowało w Pucharze UEFA i zdobyło trzecie miejsce na Mistrzostwach Świata w 2002. Selekcjoner po Euro zrezygnował i rozpoczął nowy etap swojej kariery w Stambule, obejmując stanowisko szkoleniowca Galatasaray SK.
Po zdobyciu najważniejszych krajowych laurów i umocnieniu się na pozycji najlepszej klubowej drużyny w Turcji, w sezonie 1999–2000 Galatasaray nie miał sobie równych w rozgrywkach Pucharu UEFA. Wówczas pierwszy raz w historii drużyna z Turcji zdobyła międzynarodowe trofeum. Dzień finałowego meczu na kopenhaskim stadionie Parken z Arsenalem do dziś uważany jest za jedną z najważniejszych dat w całej historii piłkarstwa znad Bosforu.
Po zdobyciu Pucharu UEFA na Terima posypały się propozycje z najlepszych klubów europejskich. Wybrał tę z Włoch. Przez kilka miesięcy trenował Fiorentinę, ale został zwolniony już po dwudziestu kolejkach. Na początku sezonu 2001–2002 przyjął ofertę z przeżywającego duży kryzys Milanu, ale stamtąd odszedł jeszcze szybciej, bo po dziewięciu ligowych meczach. Rozczarowany wrócił do kraju i w 2002 ponownie został szkoleniowcem Galatasaray SK. Jednak problemy finansowe, ciągła rotacja kadrowa i kontuzje uniemożliwiły powtórzenie sukcesów z końca lat 90. Niezadowoleni prezesi podziękowali Terimowi na początku 2004.
Kiedy w połowie 2005 ważyły się losy Turcji w eliminacjach do Mundialu, uznano, że selekcjoner Ersun Yanal nie stanowi wystarczającej gwarancji awansu. Przed decydującymi meczami zwolniono więc go, a kadrę ponownie powierzono nie pracującemu nigdzie od roku Terimowi. Miał on za zadanie wprowadzić reprezentację do barażów (Ukraina już wcześniej zapewniła sobie awans z pierwszego miejsca). Jesienią 2005 Turcy wygrali z Ukrainą i Albanią oraz zremisowali z Danią co zapewniło im drugie miejsce w grupie. W dwumeczu barażowym przegrali jednak ze Szwajcarami (0:2 na wyjeździe, 4:2).
19 stycznia 2006 po ponownym wyborze Haluka Ulusoya na prezydenta piłkarskiej federacji Terim podał się do dymisji. Po rozmowie z Ulusoyem 30 stycznia zmienił zdanie i postanowił dalej pracować z drużyną narodową.
21 listopada 2007 dzięki zwycięstwu nad Bośnią i Hercegowiną awansował wraz z zespołem tureckim na Euro 2008. Turcja zajęła drugie miejsce w grupie. Podczas Euro Terimowi udało się wyjść z grupy (po zwycięstwie nad Szwajcarią i Czechami). W ćwierćfinale rozgrywanym 20 czerwca 2008 Turcja pokonała po rzutach karnych Chorwację. W półfinale Turcy przegrali z Niemcami 2:3. Prowadzona przez Terima drużyna skończyła turniej z brązowym medalem, a selekcjoner oświadczył, iż kończy pracę z kadrą. Turecka federacja ogłosiła jednak, że Terim pozostanie na stanowisku. Jednakże Terim zrezygnował z prowadzenia reprezentacji Turcji w 2009 r. po nieudanych eliminacjach do Mistrzostwach Świata w 2010.
W 2011 roku za sprawą nowego prezesa Galatasaray SK Ünala Aysala Terim rozpoczął po raz trzeci pracę tureckim klubie. 22 sierpnia 2013 roku prowadząc nadal turecki klub został tymczasowym szkoleniowcem reprezentacji Turcji. Kilkanaście dni później rozwiązano kontrakt z Fatihem Terimem. Ostatni mecz jako szkoleniowiec tureckiego zespołu zagrał w spotkaniu Ligi Mistrzów przeciwko Realowi Madryt. Spotkanie zakończyło się porażką „Galaty” 1:6.

## Sukcesy trenerskie
- mistrzostwo Turcji 1997, 1998, 1999, 2000 i 2013, Puchar Turcji 1999 i 2000, finał Pucharu Turcji 1997 oraz Puchar UEFA 2000 z Galatasaray SK
- start (zakończony odpadnięciem w fazie grupowej) w Euro 1996, awans do barażów Mistrzostw Świata 2006 oraz brązowy medal (III-IV miejsce) na Euro 2008 z reprezentacją Turcji.